# Łuków
Łuków es una ciudad del este de Polonia. Desde 1999, forma parte del Voivodato de Lublin, aunque anteriormente había formado parte del antiguo Voivodato de Siedlce (1975-1998). Es la capital del Condado de Lukow. Según datos del 30 de junio de 2009, la ciudad tenía 30.465 habitantes. Lukow, que históricamente pertenece a la Pequeña Polonia, se estableció cerca de 1233 como un bastión de vigilancia de la frontera oriental de Polonia contra sudovianos y lituanos —tribus del Oriente. Entre 1250 y 1257 Boleslao V el Casto, un soberano de Polonia, príncipe de Cracovia y Sandomierz, asentó Caballeros Templarios en Łuków. 
Originalmente, Łuków perteneció al Voivodato de Sandomierz, pero en 1474 pasó a formar parte del Voivodato de Lublin (1474-1795). Łuków fue incorporada como ciudad en 1403, por el rey Ladislao Jagellón.

## Transporte
Łuków es un nudo ferroviario importante, situado en la línea estratégica de este a oeste de Brest-Litovsk a Varsovia y Berlín. Otras líneas derivadas de Łuków son las conexiones a Deblin y Skierniewice.